# Жіан Марко Берті
Жіан Марко Берті (італ. Gian Marco Berti; нар. 11 листопада 1982) — санмаринський стрілець, срібний призер Олімпійських ігор 2020 року.

## Виступи на Олімпіадах
| Олімпіада  | Дисципліна  | Місце |
| ---------- | ----------- | ----- |
| Токіо 2020 | трап        | 18    |
| Токіо 2020 | трап, мікст | 2     |